# Ribatejo
El Ribatejo es una región histórica y cultural de Portugal y también una antigua provincia en el centro-sur del país con capital en Santarém. La provincia fue formalmente constituida por la reforma administrativa de 1936. Las provincias del país nunca tuvieron atribuciones prácticas y desaparecieron del vocabulario administrativo (aunque no del vocabulario cotidiano de los portugueses) con la entrada en vigor de la Constitución de 1976.
La provincia administrativa de Ribatejo hacía frontera al noroeste con la Beira Litoral, al oeste y al sur con Estremadura, al sureste con el Alto Alentejo y al norte y nordeste con la Beira Baixa.
La región de Ribatejo está constituida por 21 municipios, integrando casi en su totalidad al distrito de Santarém y dos municipios del distrito de Lisboa (Azambuja y Vila Franca de Xira). Conforme la interpretación, Vila Franca de Xira se considera en la región histórica de Ribatejo o en la región de Lisboa.

## Geografía
Geográficamente, el Ribatejo se divide en tres regiones naturales: Lezíria, Bairro y Charneca.
Lezíria comprende la zona de la llanura de inundación del río Tajo y las tierras adyacentes, e incluye suelos aluviales, de excelente calidad, en los que las vides despliegan todo su vigor. En estas fértiles tierras, además de los viñedos, hay plantaciones de cereales, melón, tomates y excelentes pastos para el ganado vacuno y equino.
Bairro aparece en la margen derecha del río Tajo hasta la Beira, al norte de Ribatejo, con un pequeño relieve y formaciones de arenisca, caliza y arcilla cuyas tonalidades son variadas, yendo del blanquecino al pardo, rojo y anaranjado. En estos suelos arcillosos hay cultivos arbustivos y arbóreos en los que reina el olivo, que convive con la vid, el trigo y el maíz.
Charneca se extiende desde la orilla izquierda del río Tajo hasta el Alentejo, al sur de Ribatejo. Los suelos son arenosos, con amplias zonas de alcornoques, eucaliptos y pinos. Sin embargo, también es posible observar, en lugares más favorables, el cultivo de cereales y vid, así como de arroz en las zonas más húmedas.

### Municipios
La región del Ribatejo incluye 21 municipios:
- Distrito de Santarém (19 de los 21 municipios): Abrantes, Alcanena, Almeirim, Alpiarça, Benavente, Cartaxo, Chamusca, Constância, Coruche, Entroncamento, Ferreira do Zêzere, Golegã, Rio Maior, Salvaterra de Magos, Santarém, Sardoal, Tomar, Torres Novas y Vila Nova da Barquinha.
- Distrito de Lisboa (3 de los 16 municipios): Arruda dos Vinhos, Azambuja y Vila Franca de Xira.

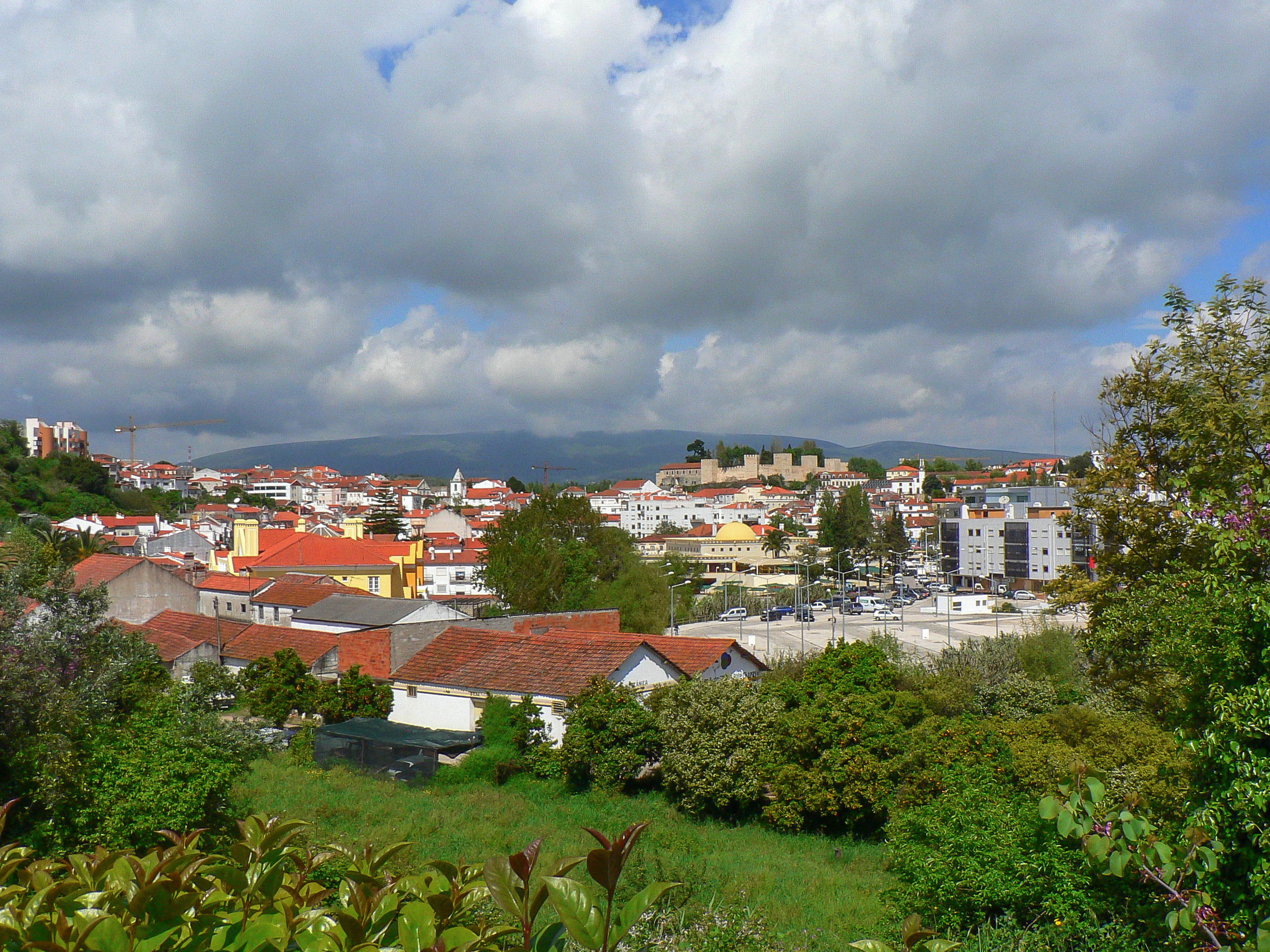
Torres Novas
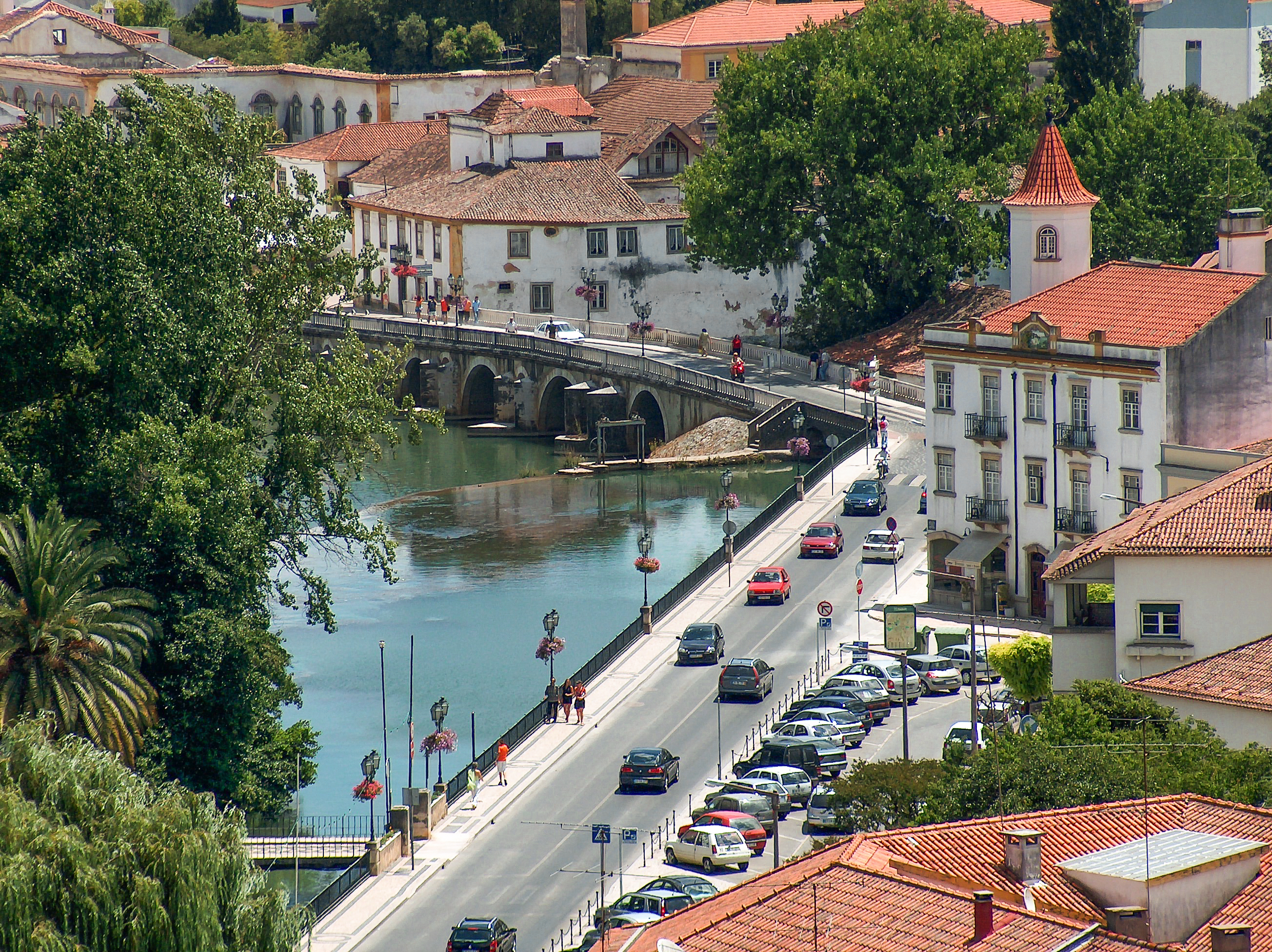
Tomar
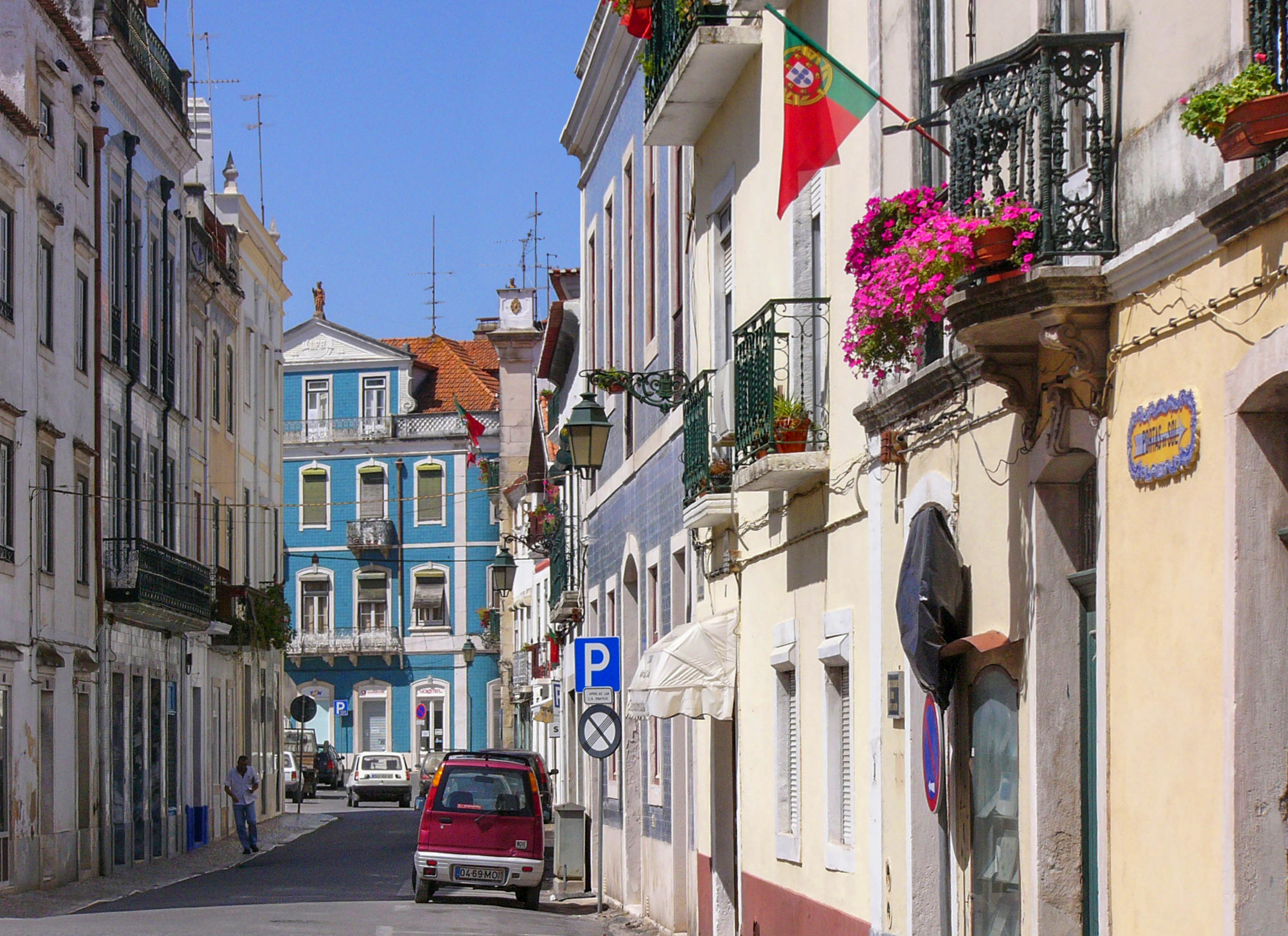
Santarém
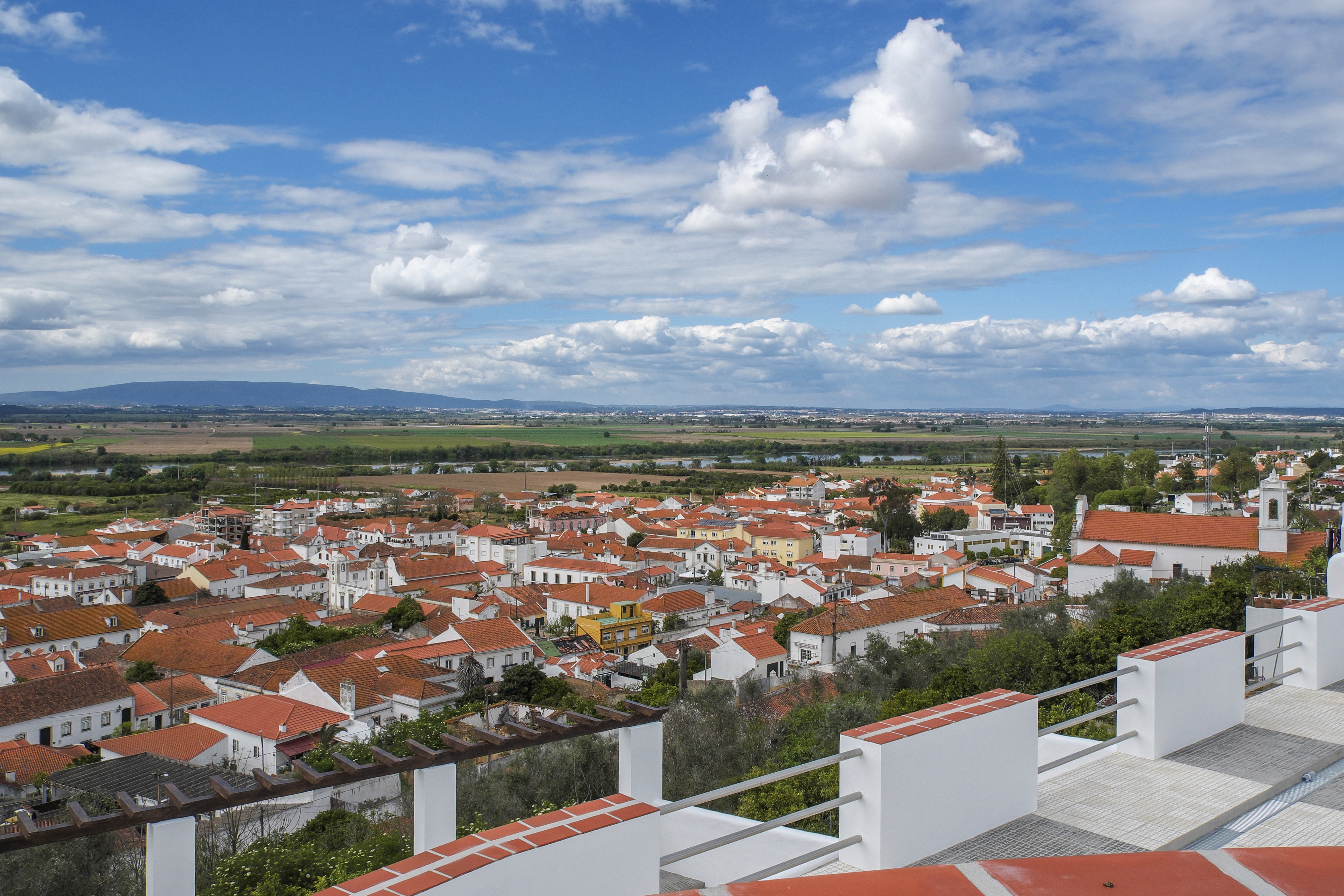
Chamusca
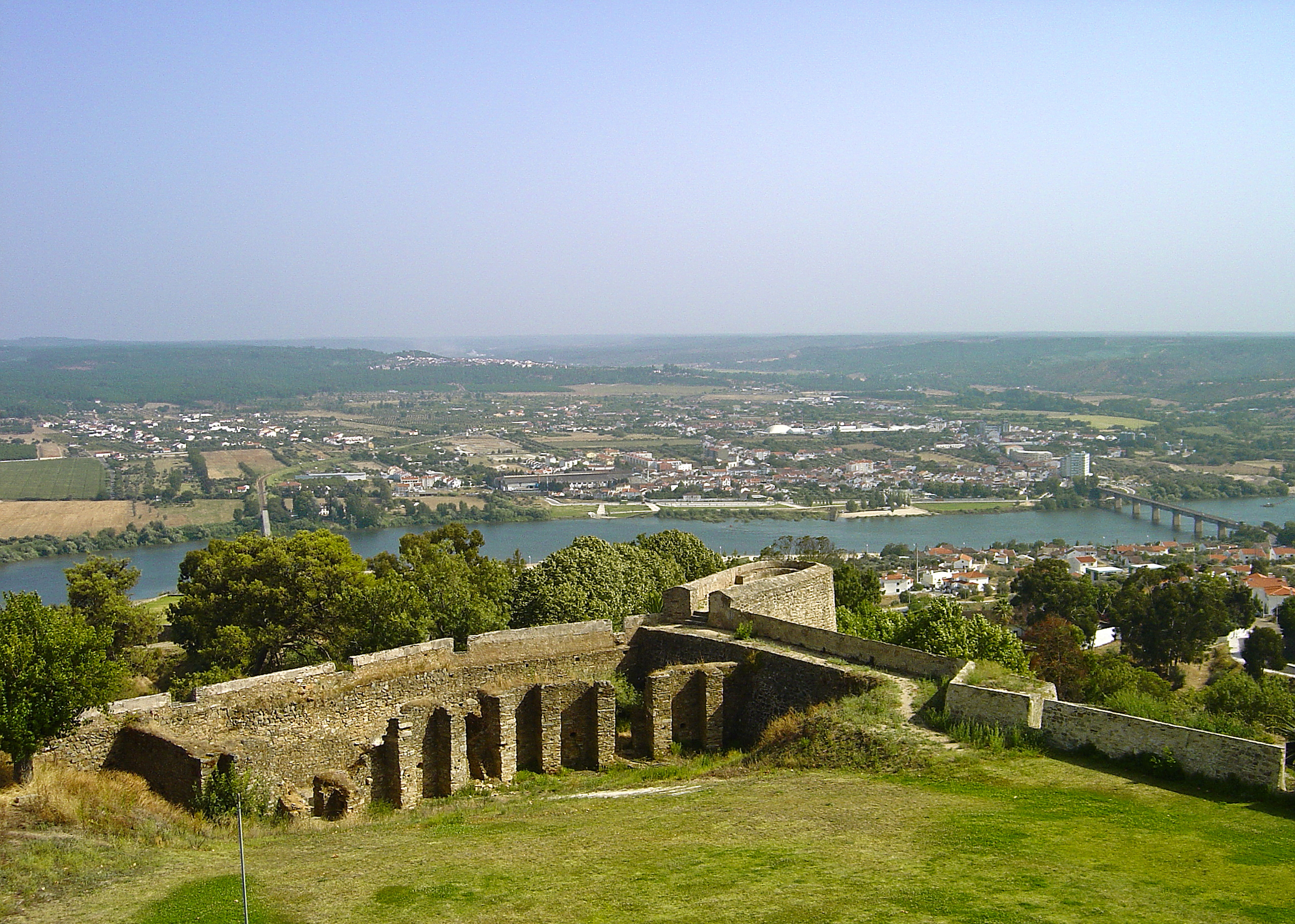
Abrantes
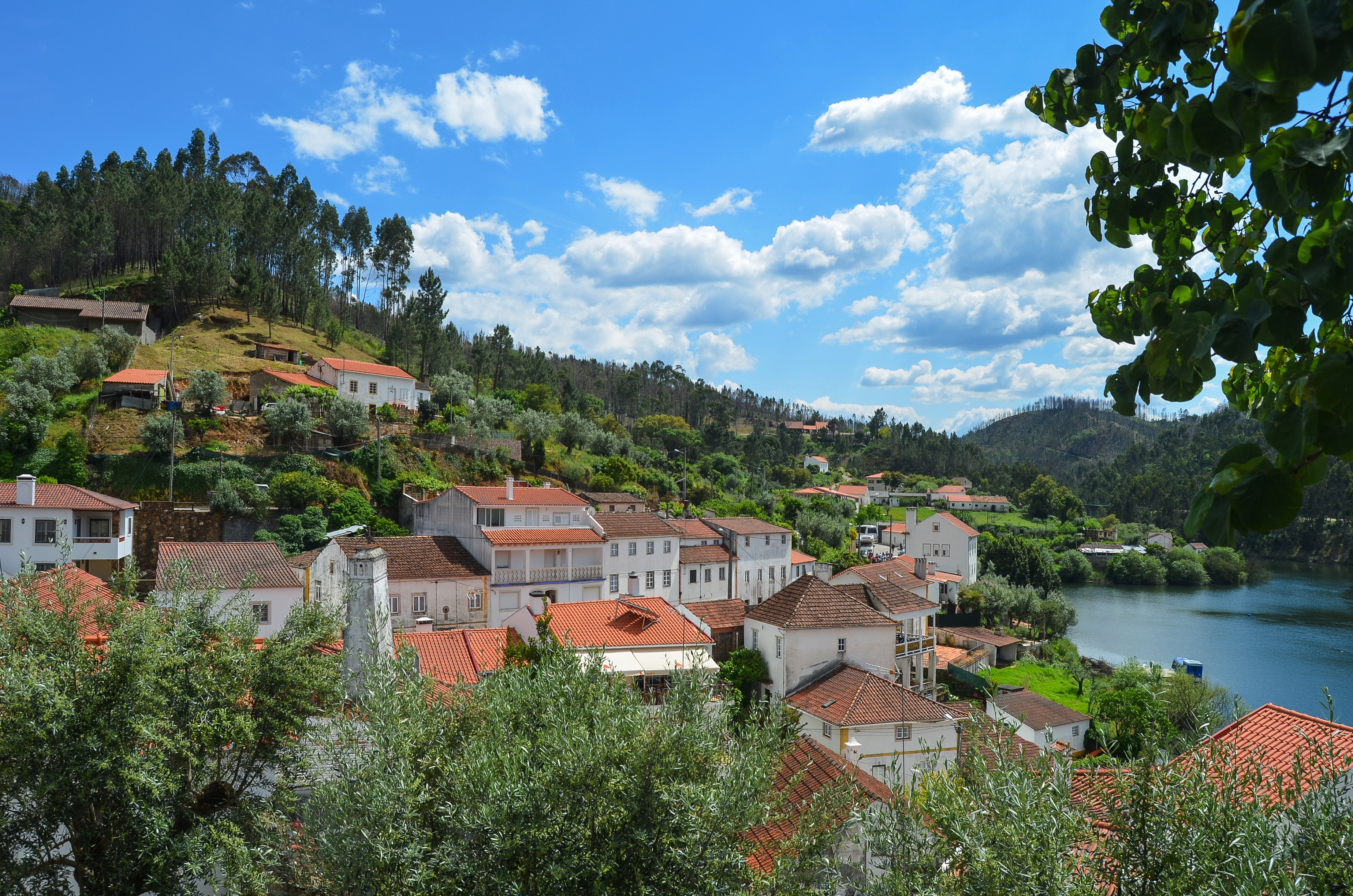
Ferreira do Zêzere
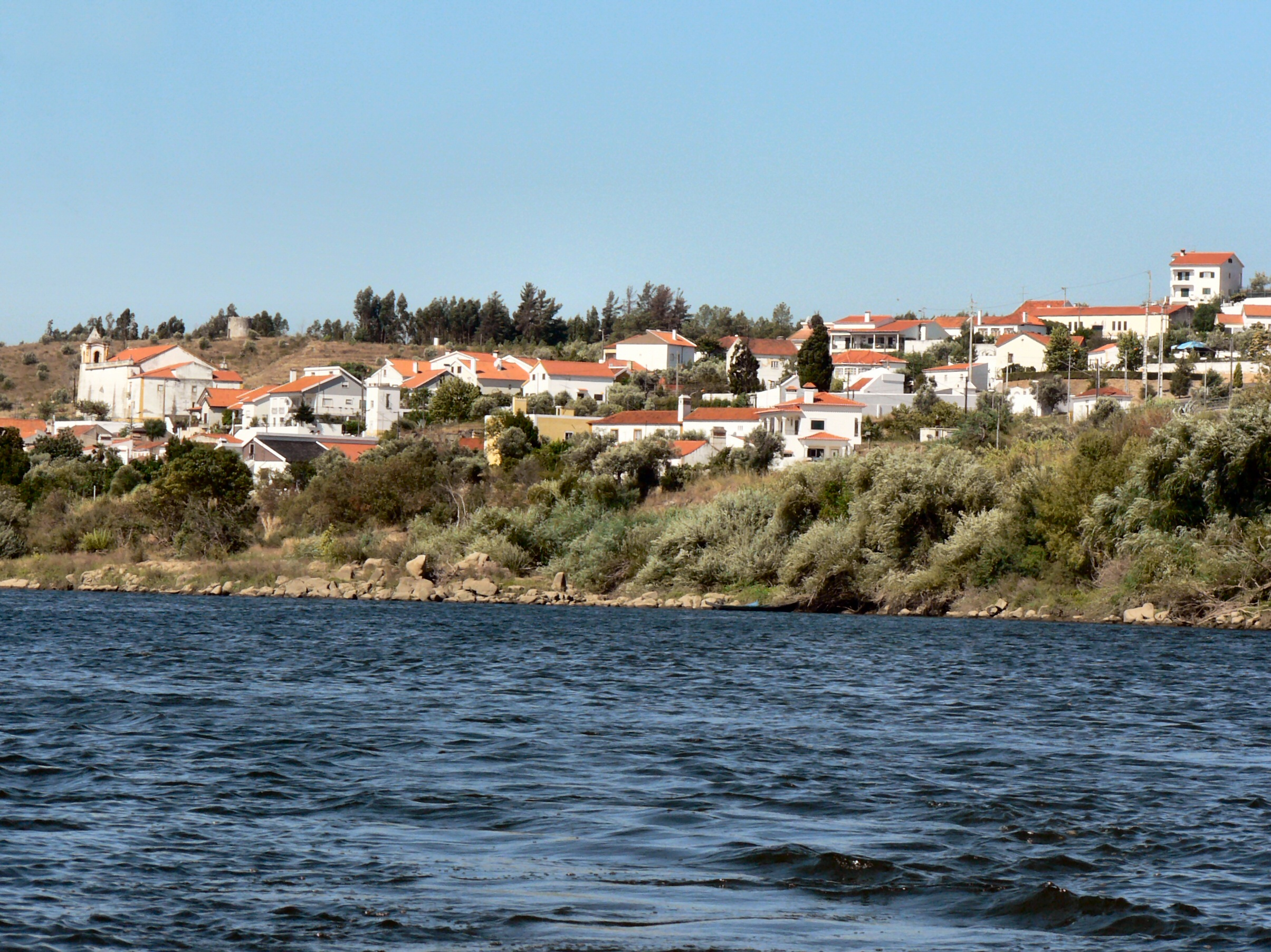
Vila Nova da Barquinha

## Cultura

### Fandango ribatejano
A principios del siglo XIX, el fandango era bailado y a veces cantado por diversos estratos sociales, considerado por algunos visitantes extranjeros como el verdadero baile nacional portugués.
Solamente en el Ribatejo existen hasta 20 variantes del fandango, tocado con acordeones, pífanos, gaitas, armonías y clarinetes. A veces es solo instrumental, otras también se acompaña con letras. Normalmente se baila en grupos de dos personas, casi siempre dos hombres, los denominados campinos, con su característico traje. Es como una competición de agilidad y juego de pies, que antiguamente se mostraba para conquistar a las mujeres. De hecho, en la antigüedad era común que lo bailase un hombre y una mujer, en la que el hombre hacía gestos considerados obscenos para la época. Los más habilidosos probaban a bailarlo con un vaso de vino en la cabeza, sin derramarlo.

El baile es una lucha. Un duelo frenético en el que dos competidores se miden, al principio con miedo, luego más desarrollados. Los zapatos de tacón, el que se cuidó de quitar las espuelas, exigen una pronta respuesta a las frases cantadas que lanzan a chorro. El hombre quiere ganar su victoria (...)
Aguarela Ribatejana, Augusto Barreiros